# Robert Pryor Henry
Robert Pryor Henry (* 24. November 1788 in Henry Mills, Scott County, Virginia; † 25. August 1826 in Hopkinsville, Kentucky) war ein US-amerikanischer Politiker. Zwischen 1823 und 1826 vertrat er den Bundesstaat Kentucky im US-Repräsentantenhaus.

## Werdegang
Robert Henry wurde 1788 in Henry Mills im heutigen Kentucky geboren. Nach der Grundschule studierte er an der Transylvania University in Lexington. Nach einem anschließenden Jurastudium bei Henry Clay und seiner 1809 erfolgten Zulassung als Rechtsanwalt begann er in Georgetown in diesem Beruf zu arbeiten. Während des Britisch-Amerikanischen Kriegs von 1812 diente er zunächst im Stab seines Vaters, des Generals William Henry. Im Jahr 1813 nahm er an dem erfolgreichen Feldzug von Isaac Shelby gegen die Briten teil. Dabei erreichte er den Rang eines Majors. Nach dem Krieg zog Robert Henry nach Hopkinsville, wo er als Anwalt arbeitete. Im Jahr 1819 wurde er Staatsanwalt.
Henry war Mitglied der Demokratisch-Republikanischen Partei. In den 1820er Jahren schloss er sich der Fraktion um den späteren Präsidenten Andrew Jackson an. Bei den Kongresswahlen des Jahres 1822 wurde er im damals neu geschaffenen zwölften Wahlbezirk von Kentucky in das US-Repräsentantenhaus in Washington, D.C. gewählt, wo er am 4. März 1823 sein neues Mandat antrat. Nach einer Wiederwahl ohne Gegenkandidaten im Jahr 1824 konnte er bis zu seinem Tod am 25. August 1826 im Kongress verbleiben. Henry war als guter Redner in seinem Wahlbezirk sehr beliebt. Er starb überraschend an einem plötzlich aufgetretenen Fieber. Sein Mandat fiel nach einer Nachwahl an John Flournoy Henry. Trotz desselben Nachnamens und desselben Geburtsortes gibt es keinen Hinweis auf eine Verwandtschaft der beiden Männer.